# Planay (Savoia)
Planay és un municipi francès situat al departament de la Savoia i a la regió d'Alvèrnia-Roine-Alps. L'any 2007 tenia 427 habitants.

## Demografia

### Població
El 2007 la població de fet de Planay era de 427 persones. Hi havia 192 famílies de les quals 80 eren unipersonals (52 homes vivint sols i 28 dones vivint soles), 44 parelles sense fills, 44 parelles amb fills i 24 famílies monoparentals amb fills.
La població ha evolucionat segons el següent gràfic:
Habitants censats

### Habitatges
El 2007 hi havia 375 habitatges, 203 eren l'habitatge principal de la família, 144 eren segones residències i 27 estaven desocupats. 211 eren cases i 162 eren apartaments. Dels 203 habitatges principals, 124 estaven ocupats pels seus propietaris, 74 estaven llogats i ocupats pels llogaters i 6 estaven cedits a títol gratuït; 3 tenien una cambra, 39 en tenien dues, 56 en tenien tres, 60 en tenien quatre i 46 en tenien cinc o més. 123 habitatges disposaven pel capbaix d'una plaça de pàrquing. A 98 habitatges hi havia un automòbil i a 75 n'hi havia dos o més.

### Piràmide de població
La piràmide de població per edats i sexe el 2009 era:
| Homes | Edats   | Dones |
| ----- | ------- | ----- |
| 0     | 95 o +  | 0     |
| 0     | 90 a 94 | 0     |
| 0     | 85 a 89 | 0     |
| 0     | 80 a 84 | 20    |
| 0     | 75 a 79 | 16    |
| 8     | 70 a 74 | 4     |
| 16    | 65 a 69 | 12    |
| 4     | 60 a 64 | 16    |
| 4     | 55 a 59 | 4     |
| 36    | 50 a 54 | 24    |
| 16    | 45 a 49 | 8     |
| 8     | 40 a 44 | 12    |
| 16    | 35 a 39 | 12    |
| 16    | 30 a 34 | 20    |
| 16    | 25 a 29 | 8     |
| 16    | 20 a 24 | 8     |
| 4     | 15 a 19 | 4     |
| 12    | 10 a 14 | 8     |
| 16    | 5 a 9   | 4     |
| 8     | 0 a 4   | 12    |

## Economia
El 2007 la població en edat de treballar era de 289 persones, 227 eren actives i 62 eren inactives. De les 227 persones actives 218 estaven ocupades (131 homes i 87 dones) i 9 estaven aturades (4 homes i 5 dones). De les 62 persones inactives 21 estaven jubilades, 20 estaven estudiant i 21 estaven classificades com a «altres inactius».

### Ingressos
El 2009 a Planay hi havia 198 unitats fiscals que integraven 404 persones, la mediana anual d'ingressos fiscals per persona era de 16.490 €.

### Activitats econòmiques
Dels 30 establiments que hi havia el 2007, 3 eren d'empreses de fabricació d'altres productes industrials, 12 d'empreses de construcció, 4 d'empreses de comerç i reparació d'automòbils, 1 d'una empresa de transport, 3 d'empreses d'hostatgeria i restauració, 1 d'una empresa d'informació i comunicació, 2 d'empreses immobiliàries, 1 d'una entitat de l'administració pública i 3 d'empreses classificades com a «altres activitats de serveis».
Dels 14 establiments de servei als particulars que hi havia el 2009, 5 eren paletes, 1 guixaire pintor, 3 fusteries, 1 lampisteria, 2 empreses de construcció i 2 restaurants.
L'any 2000 a Planay hi havia 8 explotacions agrícoles que ocupaven un total de 621 hectàrees.

## Equipaments sanitaris i escolars
El 2009 hi havia una escola elemental.

## Poblacions més properes
El següent diagrama mostra les poblacions més properes.